# Pteronotus gymnonotus
Pteronotus gymnonotus — вид рукокрилих родини Mormoopidae.

## Морфологічні особливості
Голова і тулуб довжиною в середньому 64.3 мм для самців і 64 мм для самиць, вага в середньому 12.6 мм для самців і 13.9 для самиць. Забарвленням схожий на Pteronotus davyi але помітно більший. Каріотип: 2n=38 FN=60.

## Поведінка
Харчується у значній мірі жуками-скарабеями та ін. комахами. Цей вид віддає перевагу лаштувати сідала у великих печерах, часто з кількома іншими видами кажанів.

## Поширення
Країни поширення: Беліз, Болівія, Бразилія, Колумбія, Коста-Рика, Еквадор, Сальвадор, Гватемала, Гаяна, Гондурас, Мексика, Нікарагуа, Панама, Перу, Венесуела. Живе зазвичай нижче 400 м. над р.м. Мешкає в тропічних вологих лісах і саванах.

## Загрози та охорона
Серйозних загроз нема. Туризм і гірська промисловість можуть шкодити печерам. Вид мешкає в природоохоронних районах по всьому ареалу.